# Cleisostoma recurvum
Cleisostoma recurvum es una especie de orquídea que se encuentra en Asia.

## Descripción
Es una planta mediana de tamaño, que prefiere el clima cálido, de hábito epifita que crece con un tallo de forma alargada, colgante, con hojas gruesas, carnosas, lanceoladas y agudas. Florece en el otoño en una inflorescencia axilar, colgante de 8,75 cm de largo, densamente cubierta de muchas flores.

## Distribución y hábitat
Se encuentra en Laos, Tailandia, Vietnam, Camboya, Hong Kong y China. 

## Taxonomía
Cleisostoma recurvum fue descrita por James Bateman y publicación desconocida.
Etimología
Cleisostoma: nombre genérico que deriva del griego: kleistos, que significa "boca cerrada".
recurvun: epíteto latino que significa "curvado hacia atrás".
sinonimia
- Vanda recurva Hook. (1825) (Basionym)
- Vanda rostrata Lodd. (1825)
- Sarcanthus rostratus Lindl. (1826)
- Cleisostoma fordii Hance (1876)
- Sarcanthus fordii (Hance) Rolfe (1903)
- Saccolabium simondii Gagnep. (1951)
- Sarcanthus simondianus Gagnep. (1951)
- Sarcanthus laosensis Guillaumin (1964)
- Cleisostoma rostratum (Lindl.) Garay (1972)
- Cleisostoma simondianum (Gagnep.) Garay (1972)[4][5]